# Wereldkampioenschap schaatsen allround vrouwen 1954
Het vijftiende Wereldkampioenschap schaatsen allround voor vrouwen werd op 20 en 21  februari 1954 verreden op de Fyrvalla ijsbaan van Östersund, Zweden.
Er deden achttien deelneemsters uit Zweden (5), Finland (1), Noorwegen (3), de Sovjet-Unie (8) en Canada (1), waaronder vijf debutanten, aan deze editie mee.
Ook dit kampioenschap werd verreden over de afstanden 500m, 3000m, 1000m en 5000m.
De Sovjet-russin Lidia Selichova, eerder wereldkampioene in 1952, werd kampioene, voor haar landgenoten Rimma Zjoekova en Sofia Kondakova.
De Noorse Randi Thorvaldsen reed dit jaar haar achtste WK toernooi, en evenaarde daarmee het 'record' van de Finse Verné Lesche die dit tussen 1934 en 1949 realiseerde.

## Afstandsmedailles
| Afstand | Goud ·          | Zilver ·        | Brons ·                |
| ------- | --------------- | --------------- | ---------------------- |
| 500m    | Sofia Kondakova | Lidia Selichova | Olga Akifjeva          |
| 3000m   | Rimma Zjoekova  | Lidia Selichova | Chalida Sjtsjegolejeva |
| 1000m   | Sofia Kondakova | Lidia Selichova | Rimma Zjoekova         |
| 5000m   | Eevi Huttunen   | Rimma Zjoekova  | Lidia Selichova        |

## Klassement
| Rang   | Schaatsster            | Land        | Punten  | 500m        | 3000m       | 1000m       | 5000m        |
| ------ | ---------------------- | ----------- | ------- | ----------- | ----------- | ----------- | ------------ |
| Goud   | Lidia Selichova        | Sovjet-Unie | 209,883 | 47,8 (2)    | 5.29,3 (2)  | 1.41,0 (2)  | 9.27,0 (3)   |
| Zilver | Rimma Zjoekova         | Sovjet-Unie | 210,793 | 49,6 (6)    | 5.26,3 (1)  | 1.41,1 (3)  | 9.22.6 (2)   |
| Brons  | Sofia Kondakova        | Sovjet-Unie | 212,563 | 47,6 (1)    | 5.36,2 (8)  | 1.40,2 (1)  | 9.48,3 (10)  |
| 4      | Eevi Huttunen          | Finland     | 212,670 | 50,0 (9)    | 5.30,6 (4)  | 1.43,1 (6)  | 9.20,2 (1)   |
| 5      | Chalida Sjtsjegolejeva | Sovjet-Unie | 214,173 | 49,9 (7)    | 5.29,3 (3)  | 1.41,7 (4)  | 9.44,4 (8)   |
| 6      | Randi Thorvaldsen      | Noorwegen   | 214,383 | 49,2 (5)    | 5.34,7 (5)  | 1.43,5 (7)  | 9.36,5 (5)   |
| 7      | Vera Postnikova        | Sovjet-Unie | 214,743 | 49,9 (7)    | 5.35,3 (6)  | 1.43,0 (5)  | 9.34,6 (4)   |
| 8      | Tamara Rylova          | Sovjet-Unie | 215,167 | 49,0 (4)    | 5.36,4 (9)  | 1.43,7 (8)  | 9.42,5 (6)   |
| 9      | Sonja Ackermann        | Noorwegen   | 219,363 | 50,3 (10)   | 5.41,0 (11) | 1.45,8 (10) | 9.53,3 (11)  |
| 10     | Zinaida Krotova        | Sovjet-Unie | 219,377 | 51,6 (11)   | 5.40,9 (10) | 1.45,1 (9)  | 9.44,1 (7)   |
| 11     | Olga Akifjeva          | Sovjet-Unie | 219,777 | 48,9 (3)    | 5.35,8 (7)  | 1.52,7 (16) | 9.45,6 (9)   |
| 12     | Inger Brusven          | Zweden      | 239,350 | 1.04,0 (18) | 5.59,1 (12) | 1.49,3 (11) | 10.08,5 (12) |
| NC13   | Ingrid Högberg         | Zweden      | 167,783 | 52,4 (12)   | 6.00,8 (14) | 1.50,5 (13) | -            |
| NC14   | Astri Johannessen      | Noorwegen   | 167,917 | 52,9 (13)   | 5.59,8 (13) | 1.50,1 (12) | -            |
| NC15   | Pat Underhill          | Canada      | 171,533 | 53,3 (14)   | 6.06,2 (16) | 1.54,2 (17) | -            |
| NC16   | Inga-Lill Olsson       | Zweden      | 179,967 | 1.02,9 (16) | 6.06,1 (15) | 1.52,1 (15) | -            |
| NC17   | Gunnel Gunlöv          | Zweden      | 181,300 | 1.03,0 (17) | 6.15,6 (17) | 1.51,4 (14) | -            |
| NC18   | Siv Asplund            | Zweden      | 182,267 | 54,6 (15)   | 6.38,2 (18) | 2.02,6 (18) | -            |

* = met val
NC = niet gekwalificeerd
NF = niet gefinisht
NS = niet gestart
DQ = gediskwalificeerd
Vet gezet = kampioenschapsrecord